# Schedule II-IIN Controlled Substances
El catálogo Schedule II-IIN Controlled Substances es uno de los cuatro catálogos definidos por el Acta de Sustancias Controladas de los Estados Unidos.
Para incluir un fármaco en el catálogo debe cumplir los siguientes requisitos:
- tener un elevado potencial de abuso.
- tener aplicación médica para tratamiento en los Estados Unidos, o un uso médico con múltiples limitaciones.
- su abuso puede generar dependencia física o psicológica.

La lista completa es la siguiente.
| ACSCN | Clase                 | Droga |
| ----- | --------------------- | --- |
| 9050  | opiáceo               | Codeína |
| 9334  | opiáceo               | Dihidroetorfina |
| 9190  | opiáceo               | Etilmorfina |
| 9059  | opiáceo               | Clorhidrato de etorfina |
| 9640  | opiáceo               | Opio granulado |
| 9193  | opiáceo               | Hidrocodona |
| 9150  | opiáceo               | Hidromorfona |
| 9260  | opiáceo               | Metopon |
| 9300  | opiáceo               | Morfina |
| 9245  | opiáceo               | Olizeridina |
| 9610  | opiáceo               | Extractos de opio |
| 9620  | opiáceo               | Residuos de opio |
| 9330  | opiáceo               | Oripavina |
| 9143  | opiáceo               | Oxicodona |
| 9652  | opiáceo               | Oximorfona |
| 9639  | opiáceo               | Opio en polvo |
| 9600  | opiáceo               | Opio crudo/puro |
| 9333  | opiáceo               | Tebaína |
| 9630  | opiáceo               | Tinte de opio |
|       | opiáceo               | Extractos de Papaver somniferum y pajas de amapola                                                                                                  |
| 9040  | Estimulante           | Coca, hojas y cualquier tipo de sal, compuesto, derivado o preparación de hojas de coca                                                             |
| 9041  | Estimulante           | Cocaína, y todas sus sales, isómeros, derivados y/o sales e isómeros de sus derivados                                                               |
| 9180  | Estimulante           | Ecgonina, y todas sus sales, isómeros, derivados y/o sales e isómeros de sus derivados                                                              |
| 9670  | opiáceo               | Concentrado de paja de amapola (el extracto crudo de paja de amapola en forma líquida, sólida o en polvo que contiene los alcaloides de fenantreno) |
| 9737  | opioide               | Alfentanil |
| 9010  | opiáceo               | Alfafrodina |
| 9020  | opioide               | Anileridina |
| 9800  | opiáceo               | Bezitramida |
| 9273  | opioide               | Dextropropoxifeno a granel (formas no farmacéuticas)                                                                                                |
| 9743  | opioide               | Carfentanilo |
| 9120  | opiáceo               | Dihidrocodeína |
| 9170  | opioide               | Difenoxilato |
| 9801  | opioide               | Fentanilo |
| 9226  | opioide               | Isometadona |
| 9648  | opiáceo               | Levo-alfacetilmetadol |
| 9210  | opiáceo               | Levometorfano |
| 9220  | opiáceo               | Levorfanol |
| 9240  | opioide               | Metazocina |
| 9250  | opioide               | Metadona |
| 9254  | opiáceo intermediario | Metadona intermedia: 4-ciano-2-dimetillamino-4,4-difenil butano                                                                                     |
| 9802  | opiáceo intermediario | Moramida intermedia: 2-metil-3-morfolino-1,1-difenilpropano-ácido carboxílico                                                                       |
| 9230  | opioide               | Petidina (meperidina) |
| 9232  | opiáceo intermediario | Petidina intermedia A: 4-ciano-1-metil-4-fenilpiperidina                                                                                            |
| 9233  | opiáceo intermediario | Petidina intermedia B, etil-4-fenilpiperidina-4-carboxilato                                                                                         |
| 9234  | opiáceo intermediario | Petidina intermedia C, 1-metil-4-fenilpiperidina-4-ácido carboxílico                                                                                |
| 9715  | opiáceo               | Fenazocina |
| 9730  | opiáceo               | Piminodina |
| 9732  | opiáceo               | Racemetorfano |
| 9733  | opiáceo               | Racemorfano |
| 9739  | opiáceo               | Remifentanilo |
| 9740  | opiáceo               | Sufentanilo |
| 9780  | opiáceo               | Tapentadol |
| 1100  | estimulante           | Anfetamina, sus sales, isómeros, y las sales de sus isómeros ópticos (Adderal)                                                                      |
| 1105  | estimulante           | Metanfetamina, sus sales, isómeros, y las sales de sus isómeros                                                                                     |
| 1631  | estimulante           | Fenmetrazina y sus sales |
| 1724  | estimulante           | Metilfenidato (Ritalin, Concerta, etc.) |
| 1205  | estimulante           | Lisdexamfetamina (Vyvanse), sus sales, isómeros, y las sales de sus isómeros                                                                        |
| 2125  | depresivo             | Amobarbital |
| 2550  | depresivo             | Glutetimida |
| 2270  | depresivo             | fenobarbital |
| 7471  | depresivo             | fenciclidina |
| 2315  | depresivo             | Secobarbital |
| 7379  | alucinógenos          | Nabilona |
| 8501  | precursor             | fenilacetona |
| 7460  | precursor             | 1-fenilciclohexilamina |
| 8603  | precursor             | 1-piperidinociclohexanocarbonitril0 (PCC) |
| 8333  | precursor             | 4-anilino-N-fenetil-4-piperidina (ANPP) |